# A Day in the Life of a Tree
«A Day in the Life of a Tree» (en español "Un día en la vida de un árbol") es una canción escrita por Brian Wilson y Jack Rieley para la banda de rock estadounidense The Beach Boys. Fue lanzado en su álbum Surf's Up de 1971. La voz principal fue interpretada por Rieley, que también era el mánager de The Beach Boys en ese momento.
La letra de la canción se inspiró en los sentimientos de Brian hacia la contaminación ambiental. Se realizó en vivo sólo una vez por los Beach Boys, en el Long Beach Arena en Long Beach, CA el 3 de diciembre de 1971. Los miembros de la banda, según los informes, convencieron a Brian de un lado del escenario para tocar órgano mientras Rieley lo cantaba.

## Composición
Según Rieley:

Brian Wilson y yo habíamos estado hablando mucho sobre el triste estado del planeta en ese entonces. Él estaba lleno de preguntas y hablamos durante horas sobre eso. Los bosques se estaban muriendo, el aire se había vuelto marrón, el futuro de la tierra comenzaba a ser peligroso para la salud. Cuando Brian tocó por primera vez los acordes y cantó una melodía tentativa para mí, me preguntó de qué se trataba la canción y sugerí un solo árbol como metáfora de la tierra; ese simple árbol como una metáfora más de la ecología. Me enamoré de los acordes y amé esa emocionante línea de bajo; la canción parecía prestarse al concepto lírico. Él se volvió loco con las letras cuando  se las mostré. Las amaba, memorizó el primer verso y lo cantaba caminando por casa. Carl [Wilson] y yo estábamos seguros de que Brian tenía que cantar "A Day in the Life of a Tree".

AllMusic interpretó que el sujeto de la canción era autobiográfico, llamándolo "una de las composiciones más profundamente conmovedoras y extrañas de Brian [...] lamentando su larga vida en medio de la contaminación y la suciedad de un parque de la ciudad, mientras los sombríos tonos de un órgano de tubo terminan por construir la atmósfera".

## Grabación
La pista instrumental se grabó en pocos días. Rieley también ha contado que el día que grabaron la voz principal, él estaba con el ingeniero en la sala de control, mientras que Brian y Carl Wilson estaban en el estudio. Brian hizo unos cuantos tomas de calentamiento, cuando en un determiando momento, se arrancó los auriculares de las orejas y exclamó que necesitaba a Rieley para ayudarlo. Brian insistió en que Rieley le muestran qué hacer, y le dio a Rieley los auriculares.
Rieley hizo alrededor de cinco tomas de la canción. Fue después de uno de esas tomas que Wilson irrumpió en la cabina de control al estudio e, inesperadamente le exclamó a Rieley, de hacer la vocalización final. Carl explicó que todo el mundo había acordado que Rieley estaba en condiciones de cantar la voz principal, y había elaborado un plan para engañarlo para que lo cantara.
Stephen Desper recordó que Dennis Wilson fue el primero en grabar una pista de voz principal. Van Dyke Parks canta voces de fondo. Parks escribió para Rolling Stone en 1971:

Subí allí para felicitarlos por estar actuando como adultos. Por seguir evolucionando. Entonces me hicieron hacer una prueba vocal. Me había gustado realmente esa canción que trataba sobre el árbol. Me llamaron concretamente para cantar en una sola línea. Funcionó bien. Por supuesto, tuve que salir del estudio tropezando en la oscuridad. Brian había apagado todas las luces, así que tuve que arrastrarme fuera de allí agarrado de mi esposa. La cosa más humillante que he tenido que hacer nunca ... toda una demostración de autoridad por parte de Brian. Pero puedo entenderlo. Puedo comprender la manera en que Brian hace las cosas. Es curioso poder verlo cuando no puede hallar la manera de alcanzar su propósito. Ignora astutamente las necesidades de la otra persona, alegando para ello su locura.

## Recepción
Neil Young se ha referido brevemente a "A Day in the Life of a Tree", diciendo "Brian es un genio ... [Es una] gran canción". Andrew VanWyngarden, miembro de MGMT ha interpretado la canción en actuaciones en vivo. En una entrevista de 2010 con Rolling Stone, declaró: "llegue a conocer a Al Jardine, y él me dijo que nadie lo cantaría porque era demasiado deprimente, así que el individuo del encargado, Jack Rieley, lo cantó".

### Créditos
The Beach Boys
- Al Jardine – voz
- Brian Wilson – armonio

Músicos de sesión
- Jack Rieley –  voz principal[4]
- Van Dyke Parks – vocal[6]